# HD 43362
HD 43362 è una stella gigante azzurra di magnitudine 6,08 situata nella costellazione dell'Unicorno. Dista 764 anni luce dal sistema solare.

## Osservazione
Si tratta di una stella situata nell'emisfero celeste australe, ma molto in prossimità dell'equatore celeste; ciò comporta che possa essere osservata da tutte le regioni abitate della Terra senza alcuna difficoltà e che sia invisibile soltanto molto oltre il circolo polare artico. Nell'emisfero sud invece appare circumpolare solo nelle aree più interne del continente antartico. La sua magnitudine pari a 6,1 la pone al limite della visibilità ad occhio nudo, pertanto per essere osservata senza l'ausilio di strumenti occorre un cielo limpido e possibilmente senza Luna.
Il periodo migliore per la sua osservazione nel cielo serale ricade nei mesi compresi fra dicembre e maggio; da entrambi gli emisferi il periodo di visibilità rimane indicativamente lo stesso, grazie alla posizione della stella non lontana dall'equatore celeste.

## Caratteristiche fisiche
La stella è una gigante azzurra; possiede una magnitudine assoluta di -0,77 e la sua velocità radiale positiva indica che si sta allontanando dal sistema solare.

## Sistema stellare
HD 43362 è un sistema stellare formato da due componenti. La componente principale A è una stella di magnitudine 6,08. La componente B è di magnitudine 6,8, separata da 0,2 secondi d'arco da A, che a quella distanza corrispondono a circa 43 UA.